# Vítězslava Kaprálová
Vítězslava (Vita) Kaprálová, née le 24 janvier 1915 à Brno et morte le 16 juin 1940 à Montpellier, est une compositrice et cheffe d'orchestre tchécoslovaque.
Durant son apprentissage, elle a comme professeurs certains des plus grands compositeurs et chefs d'orchestre de son temps, mais c'est surtout sa relation avec Bohuslav Martinů et son séjour à Paris qui lui permettent de développer un langage musical propre entre impressionnisme, polytonalité et folklore tchèque. Ses œuvres sont reconnues pour être très inspirées, malgré la jeunesse à laquelle elle a pu les composer.
Malgré sa mort prématurée à l'âge de vingt-cinq ans, des suites de ce que l'on a diagnostiqué à l'époque comme une tuberculose miliaire, Vítězslava Kaprálová a créé un large corpus d'œuvres allant de la mélodie au concerto pour piano. Seul l'opéra est un genre dans lequel elle n'a pas eu le temps de s'investir. Des œuvres comme son Concerto pour piano, sa Sinfonietta militaire ou encore sa Sonate appassionata sont inscrites au répertoire de leur genre comme un aboutissement de la forme autant qu'une recherche de la mélodie et de l'harmonie dans le corpus de la compositrice.
Elle fait partie des artistes musicaux les plus reconnus dans son pays natal, la Tchéquie, et elle aurait pu être l'une des compositrices les plus prometteuses du xxe siècle.

## Biographie

### Vie en Tchécoslovaquie

#### Enfance et premières leçons

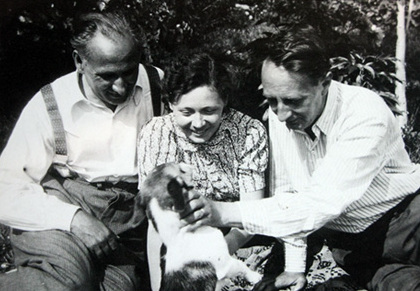
Vítězslav Kaprál, Vítězslava Kaprálová et Bohuslav Martinů.

Vítězslava Kaprálová naît le 24 janvier 1915 à Brno,. Son père Václav Kaprál part quelques semaines après sa naissance pour l'Albanie, laissant sa fille vivre ses premiers mois avec sa mère Viktorie Uhlířová à Medlánky (en).
Lorsque la guerre prend fin en 1918, son père rentre à Brno et retrouve sa famille. Cependant, alors que sa mère lui donne ses premières leçons de piano, son père rencontre Otylka Humlová, ce qui entraîne la séparation du couple parental. La jeune Vítězslava fait son entrée à l'école élémentaire le 1er septembre 1921 à Královo Pole. Bien qu'en avance sur ses camarades, elle apprécie les moments passés dans cette école, où elle juge déjà volontiers ses professeurs. Déjà à cette époque, elle fait ses premières tentatives de composition avec la petite pièce narrative Du domaine des fables (en tchèque : V řiši bájí), puis La Guerre (en tchèque : Válka), datées toutes deux d'octobre 1924. C'est dans un contexte complexe qu'elle compose ces deux petites pièces narratives, puisque ses parents se séparent en 1923, bien qu'ils décident de continuer à s'occuper ensemble de leur fille. Alors que son père va étudier à l'École normale de musique, la jeune Vítězslava Kaprálová fait son premier séjour au sanatorium de Starý Smokovec.
Ses essais suivant datent de 1925, alors que son père fait un deuxième séjour parisien. Elle compose dès le 1er janvier la piécette En pensées (en tchèque : V myšlenkách), petit andante de forme lied d'une quinzaine de mesures. Elle compose ensuite Le Port (en tchèque : Přístav), elle aussi pièce narrative comme l'ont été Du domaine des fables et La Guerre deux ans auparavant. Il faut ensuite attendre cinq mois pour voir une nouvelle production musicale chez la jeune fille, avec sa cinquième miniature : Désir (en tchèque : Touha), qui ne comporte cependant aucune intention programmatique à l'inverse des précédentes piécettes. Le 1er septembre de cette même année, elle compose une nouvelle pièce pour piano, Après la bataille de la Montagne blanche (en tchèque : Po bitvě bělohorské), que la jeune compositrice envoie au premier président de la Tchécoslovaquie, Tomáš Masaryk. Elle en obtient une réponse favorable le 20 janvier 1926 de la part du secrétariat du président. Le 14 novembre 1925, elle compose Avant un long voyage (en tchèque : Na dalekou cestu), qui est la première partition de la jeune compositrice à être éditée dans le recueil pour la jeunesse Hudební besídka, publié par Oldřich Pazdírek à Brno. Ensuite, elle fait un séjour au sanatorium de plusieurs mois. Elle intègre le deuxième cycle primaire avec un an de retard le 1er septembre 1927. Avant la fin de cette année, elle compose une nouvelle pièce, Valse triste, dont le titre est en français et dont la dédicace est faite à Vladimír Helfert, collègue et ami de son père. En 1928, elle s'essaye à la direction de chœur lors d'une visite d'un inspecteur d'académie. Cette tentative est malheureusement mal reçue par l'inspecteur, mais cela ne décourage pas la jeune compositrice. Le 3 novembre de cette même année, elle termine une brève composition pour chœur d'enfant, Matičce, sur un texte tiré du Livre des vers de Jan Neruda.

#### Études au Conservatoire de Brno
Vítězslava Kaprálová fait ses études au conservatoire de sa ville natale après qu'elle a terminé sa scolarité. Elle suit un cursus complet, avec études de piano dans la classe d'Anna Holubová, d'harmonie avec Max Kobližek et Jaroslav Kvapil, d'accompagnement avec Jaroslav Ušák, d'histoire de la musique avec Gracian Černušák, d'esthétique avec Ludvík Kundera, de direction de chœur avec Vilém Steinman, de direction d'orchestre avec Zdeněk Chalabala, d'instrumentation avec Osvald Chlubna et de composition avec Vilém Petrželka,. Avec ce dernier, elle développe et canalise son imagination et organise sa pensée musicale. Il doit cependant corriger ses lacunes dans les enchaînements harmoniques classiques avant de la pousser vers un langage plus moderne. Du premier semestre de cours nous reste quelques feuillets conservés maintenant sous le titre de Premier travaux d'école. Ainsi, du 7 novembre 1931, une monodie en sol dièse mineur qu'elle harmonise la semaine suivante, du 21 décembre, trois mélodies de chacune dix, sept et huit mesures, dont elle finit par inverser les deux premières le 9 janvier 1932 pour donner un Tranquillo et un Allegro. D'autres pages subsistent, mais elles sont brouillonnes et difficiles à relier entre elles. Elle se lie d'amitié avec Hanuš Weigl qui rapporte que « Vitka jouait Ravel ». Elle est alors la première femme à étudier la composition et la direction d'orchestre au sein du Conservatoire de Brno. Elle compose à cette période les Cinq compositions pour piano qui préfigurent l'esthétique de ses futures grandes œuvres. Ces pièces, dans une esthétique postromantique ténébreuses, sont bien différentes des pièces narratives de son enfance.
En parallèle, elle découvre le petit hameau de Tři Studně, dont la population ne cesse de décroitre entre 1869 et 1930. Elle réussit à convaincre ses parents d'y faire construire une petite maison de campagne, où elle passe les jours les plus heureux de son existence et se réfugie dans les moments de désarroi.
Au printemps 1932, elle compose deux œuvres pour violon et piano : Légende (en tchèque : Legenda) et Burlesque (en tchèque : Burleska) qui forment toutes deux l'op. 3. Après des tentatives avortées en 1930, elle achève ses premières mélodies à l'été 1932, Deux chansons (en tchèque : Dvě písně) op. 4, alors qu'elle passe ses vacances à Smrdáky. À la même période, au conservatoire, elle rencontre Ota Vach, qui fait des études musicales en plus de ses études de droit. Il quitte cependant le Conservatoire de Brno lorsque Vítězslava entre en deuxième année. À cette même période, elle compose son cycle Les Étincelles sous la cendre, quatre mélodies sur des poèmes de Bohdan Jelínek qu'elle dédie « À mon unique amour - Otáček » (en tchèque : Mé jediné lásce - Otáčkovi), ce qui ne laisse guère de doutes quant à la teneur de leur relation.
En mars 1933, elle commence la composition de la mélodie Janvier, sur un poème de Vítězslav Nezval. L'œuvre, pour soprano, piano, flûte, deux violons et violoncelle est atypique et laisse planer l'ombre du Quatuor à cordes et baryton de son père Václav Kaprál. En parallèle de ses cours au Conservatoire, elle fréquente assidûment l'opéra, ainsi que de nombreux concerts symphoniques et de musique de chambre. En juin de cette année-là, elle entame l'écriture de sa Sonate appassionata pour piano. C'est la première pièce où elle expérimente la forme sonate, et elle s'impose l'allegro de sonate dans le premier des deux mouvements de cette œuvre.
À l'été 1934, la construction de la maison de campagne de Tři Studně est achevée. En septembre 1934, le père de la compositrice engage Theodor Schaefer comme professeur de théorie et de composition dans son école de musique. Il se lie d'amitié avec Vítězslava Kaprálová et l'aidera notamment à réaliser quelques partitions d'orchestre. Plus tôt dans l'année, en avril, alors qu'elle est en pleine composition de son travail de fin d'études, son Concerto pour piano, elle fait la rencontre de Rudolf Firkušný après que ce dernier a joué le Concerto pour piano no 2 de Bohuslav Martinů. Il n'est pas dit cependant qu'elle n'ait pas assisté à la création au Théâtre de Brno de l'opéra Les Jeux de Marie (cs) le 23 février. En parallèle, elle met fin à sa relation avec Ota Vach, mais cela ne les empêche pas de rester proches et de correspondre. Le Concerto pour piano est créé, partiellement, le 17 juin 1935 par Ludvík Kundera sous la direction de la compositrice elle-même. Elle reçoit à cette occasion une lettre de Vladimír Helfert. L'exécution est d'un grand succès et est perçue positivement notamment par le critique Gracian Černušák. Ce concerto reçoit même un écho positif dans la Prager Tablatt, journal germanophone de la capitale, qui regrette cependant que tout le concerto n'ait pas été joué. Finalement, Vítězslava Kaprálová sort diplômée du Conservatoire le 28 juin. Le prix František Neumann de la meilleure composition étudiante lui a été décerné pour son concerto pour piano. Pendant ses vacances à Tři Studně, elle esquisse le début de son Quatuor à cordes. Elle commence aussi l'orchestration de quatre de ses Cinq compositions pour piano pour ensemble à géométrie variable sous le titre de Suite en miniature, qui sera créée par Theodor Schaefer le 7 février 1936 à Brno. Elle compose le 8 mars 1935 Deux bouquets de fleurs, deux miniatures pour piano jamais publiée mais renvoyant à la musique populaire tchèque.

#### Séjour à Prague
Le 30 septembre 1935, elle quitte Brno pour Prague où elle commence ses études au Conservatoire de la capitale. Elle emménage alors dans une chambre de la rue Cukrovarnická, dans le sixième district de Prague. Elle est d'abord déstabilisée par l'enseignement qu'elle suit au Conservatoire, notamment par l'intransigeance de Vítězslav Novák. Le premier exercice donné par Novák est une passacaille sur un thème simple de l'invention du maître. Malgré plusieurs essais, son professeur lui demande de refaire son travail, et ce n'est qu'au troisième cours, le 23 octobre, qu'il trouve satisfaction. Il s'agit ainsi de la Passacaille Grotesque (en tchèque : Groteskní passacaglia). Cette plaisanterie musicale est tout de même envoyée au concours de composition qu'organise le journal Tempo et remporte le premier prix. Ainsi, l'œuvre rapporte 500 couronnes à la compositrice, la publication de l'œuvre dans le no 15 de la revue accompagnée d'une photographie de l'autrice de l'œuvre. Elle écrit ensuite, en décembre de cette année là, deux autres pièces pour piano qui, jointes à la Passacaille grotesque, retravaillée pour l'occasion, forment les Trois morceaux pour clavier, op. 9. Elle passe ensuite les vacances de l'hiver 1935 à Tři Studně. Elle s'explique de la difficulté des cours avec Vítězslav Novák dans sa correspondance avec Hanuš Weigl, lui racontant l'histoire de la Passacaille grotesque.
Le 25 mars 1936, elle achève complètement son Quatuor à cordes, qu'elle soumet pour critique à Vítězslav Novák. Le quatuor remporte les suffrages de la presse, et notamment d'Otakar Šourek qui écrit pour Venkov un article dityrambique à son sujet. Elle prépare alors son brevet d'État d'aptitude pédagogique pour le piano et compose une Chansonnette, miniature pour piano seul à l'aspect orientalisant. Elle commence aussi les esquisses de sa Sinfonietta militaire dès le 29 mai 1936, avant de partir pour le sanatorium de Jince. Elle explique alors les intention de l'œuvre dans une note : « Dans [cette Sinfonietta], l'auteur utilise la musique pour exprimer sa relation émotionnelle envers la question d'une existence nationale [...]. Le noyau ne représente pas le signal d'une bataille mais dépeint le besoin psychologique de défendre ce qui est le plus sacré pour la nation ».
En septembre 1936, elle achève son cycle Une pomme dans le giron, op. 10, sur des textes de Jaroslav Seifert, qui figure parmi les auteurs favoris de la compositrice. Cette même année, le 5 octobre, son Quatuor à cordes est créé avec un beau succès à Brno, tandis que le 15 octobre, la compositrice dirige son Concerto pour piano, cette fois dans son intégralité. Quelques jours plus tard, ce sont les Trois morceaux pour clavier qui sont créés. Cela a lieu à Prague, par la société Přitomnost et le critique Karel Šolc (eo) les considèrent comme « le brillant témoignage d'un talent véritablement créatif ». En novembre, c'est la Radio de Prague qui retransmet Une pomme dans le giron. En parallèle, la maison d'édition tenue par la maison MelPa, tenue par Melantrich et Pazdírek, publie la Chansonnette dans le recueil des Compositions moraves pour la jeunesse. Le journal féminin Eva publie la Berceuse pour un cachet de 150 couronnes. Pendant cette période, elle compose deux nouveaux cycles de mélodies : Pour toujours (en tchèque : Navždy), op. 12, et Secondes (en tchèque : Vteřiny).
Au début de l'année 1937, Vítězslava Kaprálová commence l'orchestration de sa Sinfonietta militaire, sous l'œil critique de son professeur Vítězslav Novák qui n'arrive pas toujours à imposer son point de vue à son élève. Il cherche en effet à lui ôter toute « idée à la Janáček et diverses autres sauvageries ». Depuis Brno, Theodor Schaefer l'aide comme il le peut. L'œuvre est achevée le 26 février selon le journal de la compositrice, bien que sur la partition, la date de fin soit du « 23. 2. 1937 à minuit ». Le 12 février, la compositrice achève Qu'est mon chagrin (en tchèque : Čím je můj žal) 13 février, la compositrice achève Pour toujours. Le 5 mars, elle achève Pâques (en tchèque : Velikonoce), qu'elle dédie à Gracian Černušák et qu'elle intègre dans Secondes mais qui est d'abord publié par les Lidové noviny le 28 mars. Elle achève Les Années se taisent, les années passent (en tchèque : Léta mlči, léta jdou), qu'elle intègre au cycle Secondes, le 26 mars à Brno. Entre mars et avril, elle travaille aux Trois pièces de piano pour enfants (en tchèque : Tři klavirní skladbičky pro děti), jamais éditées et désormais perdues. Pendant cette période, elle rencontre l'écrivain Jan Loewenbach, les compositeurs Miloslav Kabeláč et Bohuslav Martinů ainsi que l'épouse de Martinů, arrivés à Prague pour préparer la création de Juliette ou la Clé des songes. Ce dernier s'éprend de la compositrice et la considère bien vite comme sa « Juliette » personnelle. Ils se rencontrent le 8 avril 1937 au restaurant Metro avant de se revoir quelques jours plus tard. Après cette rencontre, elle entame l'écriture des Préludes d'avril, qui sont parmi ses œuvres les plus réussies. Leur titre ne fait pas référence à la période où ils ont été écrits mais à la découverte du Concerto pour piano no 2 de Bohuslav Martinů en avril 1935. Le 1er avril 1937, elle déménage dans le dix-huitième district de Prague. Cependant, elle s'interroge sur sa carrière, car elle gagne peu d'argent et son père l'aide de moins en moins, mais cela ne la décourage pas. Elle choisit donc de poursuivre ses études, mais abandonne rapidement l'idée d'étudier à Vienne auprès de Felix Weingartner. La compositrice décide plutôt d'aller étudier à Paris et donc de faire une demande de bourse pour pouvoir y aller. Elle passe en partie les vacances d'été à Tři Studně où elle compose, le 3 juin, Adieu et foulard (en tchèque : Sbohem a šáteček) sur un texte de Vítězslav Nezval, qui est un adieu à son professeur Vítězslav Novák. À son retour à Brno le 8 juin 1937, elle fait sa demande de bourse pour financer ses études parisiennes. Elle écrit aussi à Otakar Šourek, critique très favorable à la compositrice, mais ce dernier ne reçoit la lettre que trop tard. Vítězslava Kaprálová sort officiellement diplômée du Conservatoire de Prague le 26 juin de cette année-là. Elle poursuit ensuite ses vacances à Tři Studně, où elle affirme dans sa correspondance avec Ota Vach qu'elle apprend le français. Elle fait aussi quelques excursions dans les bourgades alentours comme Luhačovice, Uherský Brod, Javorina, Zlín ou encore Trenčianske Teplice. Le 12 septembre, elle achève le dernier des Préludes d'avril, cycle qu'elle dédie à Rudolf Firkušný, mais ce dernier n'en comprend pas la valeur musicale et ne le joue que le 28 janvier 1940 à Paris. C'est Dana Šetková qui crée l'œuvre le 5 octobre 1937 lors d'un concert à Prague. Elle relance Otakar Šourek le 14 septembre afin qu'il suive de près sa demande de bourse, et elle apprend deux jours plus tard que la bourse demandée lui est accordée. Il se porte aussi garant auprès de l'ambassade tchécoslovaque lors de son arrivée à Paris. Elle compose dans la foulée les Variations posthumes en l'honneur de Tomáš Masaryk qui décède le 14 septembre de cette année-là. Les Variations posthumes sont publiées le 18 septembre qui suit dans les Lidové noviny, et paraissent plus tard dans les Secondes comme interludes. Le 3, le 5 et le 15 octobre sont joués, par Ludvík Kundera, Pour toujours, les Préludes d'avril et les Trois morceaux pour piano.

### Expatriation et vie française
Vítězslava Kaprálová arrive en France le 28 octobre 1937, et s'installe au Foyer international des étudiantes au 93, boulevard Saint-Michel. Elle en profite pour visiter l'Exposition universelle, qui allait bientôt fermer ses portes. Elle retrouve ensuite Bohuslav Martinů dès le 30 octobre au café Le Dôme à l'angle de la rue Delambre dans le quartier du Montparnasse, qui était son lieu de réunion favori. La même semaine, elle fait son inscription à l'École normale de musique,,. Très rapidement, les deux artistes deviennent très proches et vont jusqu'à se donner des surnoms. Cependant, même si le compositeur et la compositrice sont très proches, Vítězslava Kaprálová n'en reste pas moins réticente à toute injonction. Elle suit les cours de direction de Charles Munch dès le 4 novembre,. Cependant, ils parlent tous deux en allemand, le niveau de langue française de la compositrice étant alors encore insuffisamment bon. Ils commencent tous deux à travailler sur la Sinfonietta militaire, que le chef d'orchestre apprécie, tout comme il apprécie la façon de diriger de la jeune femme. Elle devait suivre à l'origine les cours de Nadia Boulanger, mais ils n'ont finalement pas lieu. C'est par Bohuslav Martinů qu'elle se perfectionne dans le domaine de la composition et qu'elle est introduite dans la société musicale de l'époque. Le 9 novembre, elle déménage pour s'installer au 1 rue de Médicis, à côté du jardin du Luxembourg, dont elle fait son lieu de prédilection. Son logeur est Maurice Betz, Alsacien d'origine et Allemand de naissance (l'Alsace-Lorraine étant occupée par l'Allemagne jusqu'en 1918). Malgré les premières impressions négatives de la capitale sur la jeune compositrice, elle tombe rapidement sous le charme de Paris et visite les musées, les galeries d'art, fréquente les théâtres, quelques soirées littéraires et assiste même aux concerts du Triton, où elle fait la connaissance de compositeurs comme Darius Milhaud, Arthur Honegger ou encore Florent Schmitt. Elle fait cependant un bref aller-retour à Brno et Prague du 22 au 28 novembre, notamment pour diriger la création de sa Sinfonietta militaire à la tête de l'Orchestre philharmonique tchèque. L'œuvre obtient un grand succès et retient l'attention d'Otakar Šourek qui en fait la critique dans Venkov. Mais si la critique est d'accord pour s'accorder sur les promesses futures de la compositrice, certains émettent quelques réserves quant à son sujet. À son retour à Paris, elle constate le départ de Bohuslav Martinů et dès le 1er décembre, elle s'attèle à l'écriture d'Ilena, cantate en quatre parties sur la ballade La jeune fille de la forêt (en tchèque : Lesná panna) de L'udmila Riznerová-Podjavorinská, poétesse et romancière féministe slovaque. Le 10 décembre, elle a déjà terminé l'esquisse de la deuxième partie. Elle compose aussi Région natale (en tchèque : Rodný kraj) qui repose sur un poème tiré du recueil Des étoiles dans le ciel de Jan Čarek qu'elle intègre plus tard à Secondes, cependant, il existe quatre versions différentes de cette mélodie, et Jiří Macek en dénombre jusqu'à six. Le 12 décembre, elle achève son Cantique de Noël, sur un texte populaire. Cette pièce est publiée pour le Noël de 1937 dans les Lidové noviny. Le 18 décembre, elle entame l'écriture d'un Trio pour instruments à anches qu'elle n'achève cependant pas. Le 26 décembre, la jeune compositrice reçoit la nouvelle que sa Sinfonietta militaire va représenter la république tchèque au festival de 1938 de la Société internationale pour la musique contemporaine qui se tiendra à Londres, et dont le jury cette année-là est composé d'Ernest Ansermet, d'Adrian Boult, de Darius Milhaud et d'Alois Hába.
En janvier 1938, elle entame et achève les deuxième et troisième parties d'Ilena. En février, elle entame le travail des Variations sur le carillon de l'église Saint-Étienne-du-Mont. L'œuvre est créée à Brno le 27 mars de la même année par Ludvík Kundera. Gracian Černušák écrit alors à ce propos que « Vítězslava Kaprálová s'épanouit peut-être comme la compositrice la plus talentueuse [qui vécut] jusqu'à présent ». Le 17 février, elle compose son Noël d'amour (en tchèque : Koleda milostná) , qu'elle intègre ensuite à Secondes sous le titre de Chanson d'amour (en tchèque : Piseň milostná), sur le même poème que celui de son aîné. À la même période, elle intègre un chœur amateur tchèque à Paris, où elle se lie d'amitié avec le répétiteur de la chorale, Rudolf Kopec, qui finit par la demander très rapidement en mariage. Elle entrevoit l'inconvénient qu'un mariage causerait à sa carrière et refuse ce mariage plusieurs fois, d'autant que Rudolf Kopec est passablement misogyne et ses opinions politiques de plus en plus d'extrême droite. En mars 1938, elle s'occupe de faire le renouvellement de sa bourse et demande pour cela l'appui de Karel Boleslav Jirák, alors directeur de la musique de la radio tchèque, qui l'avait encouragée à continuer la composition mais à abandonner la direction. Elle commence en même temps à composer sa Partita pour orchestre à cordes et piano, op. 20, sous le regard attentif de Bohuslav Martinů. Ce dernier appelle cependant Talich à soutenir le dossier de renouvellement de bourse que la compositrice envoie en avril. Elle part ensuite dans le sud de la France, à Monaco et en Italie avec un groupe de camarades tchèques. De son côté Bohuslav Martinů vit mal cette distance et compose alors son Quatuor à cordes no 5, sommet du genre et comparable aux Lettres intimes de Leoš Janáček. À son retour à Paris, Vítězslava Kaprálová signe un contrat pour l'édition des Variations sur le carillon de Saint-Étienne du Mont avec Michel Diliard, directeur de la Sirène musicale, encore une fois grâce à Bohuslav Martinů.
À la suite de l'annexion des Sudètes par le troisième Reich, un mouvement s'organise autant en Tchécoslovaquie qu'en France. Une manifestation de l'Association internationale des écrivains pour la défense de la culture se mue en manifestation musicale en l'honneur de la musique tchèque. Parmi les œuvres au programme, il y a notamment le Concerto pour clavecin de Martinů, que Vítězslava Kaprálová dirige, avec Marcelle de Lacour comme claveciniste soliste.
Le 15 juin, Vítězslava Kaprálová et Bohuslav Martinů partent pour Londres. Le 17 juin, elle dirige l'orchestre symphonique de la BBC pour l'ouverture du festival. Elle est alors la plus jeune des artistes du festival, le doyen étant Béla Bartók. Des œuvres de Benjamin Britten, d'Aaron Copland, de Karl Amadeus Hartmann, de Paul Hindemith, d'Ernst Křenek, d'Olivier Messiaen ou encore d'Anton Webern sont jouées. Martinů écrit alors un article fleuve et très mélioratif dans les Lidové noviny le 28 juin. Dans le Musical Opinion (en), c'est William Havergal Brian qui écrit « la première œuvre jouée et radiodiffusée du Festival, une Sinfonietta militaire de mademoiselle Vítězslava Kaprálová de Tchécoslovaquie, se révéla être une étonnante pièce orchestrale ». L'article de la La Revue musicale est plus mitigé. Ils rentrent ensuite à Paris le 23 juin puis partent pour Prague, Bohuslav Martinů le 27, Vítězslava Kaprálová le 28 juin. Ils assistent, avec Rudolf Kopec et Stanislav Novák, le meilleur ami de Bohuslav Martinů, au dixième Festival des Sokols, auquel trois cent quarante-huit mille personnes participent. Elle entend alors le poème symphonique Dans les Tatras de Vítězslav Novák, la Fantaisie pour violon et orchestre de Josef Suk et la Symphonie no 8 d'Antonín Dvořák.
C'est pendant la séparation d'avec Bohuslav Martinů à la suite du malaise de sa mère vers le 12 juillet que Vítězslava Kaprálová s'attèle à l'orchestration d'Adieu et mouchoir. Cependant, elle n'entend jamais la réalisation de cette orchestration, puisqu'elle a lieu le 31 octobre 1940, plus de six mois après son décès. Le 28 juillet, la compositrice va à Polička rendre visite à Bohuslav Martinů, avant que ce dernier ne quitte définitivement la Tchécoslovaquie le 1er août. Pour son prochain séjour en France, elle renoue contact avec Otakar Šourek, mais lors du séjour dans le sud de la France, le fonctionnaire chargé des étudiants tchécoslovaques de la capitale a laissé entendre qu'il s'agissait d'un séjour de santé pour soigner une tuberculose. Ce point a été démenti par la compositrice, mais son dossier n'a pas pris en compte cet amendement.
À la suite du succès de la Sinfonietta militaire, le bureau d'Universal Edition à Londres, par l'entremise d'Alfred Kalmus, commande le 11 octobre une suite d'orchestre à la compositrice. Elle en commence le travail dès le 15 octobre, après avoir fini le premier jet de la Partita pour orchestre à cordes et piano. Le 25 octobre, Vítězslava Kaprálová assiste au départ des premiers conscrits depuis le quai de la gare de Nové Město. Le 2 novembre, elle achève la Suita rustica, op. 20, et elle en termine l'orchestration le 10. De son côté, Bohuslav Martinů s'efforce d'apporter, depuis la Suisse, tout son soutien à la jeune compositrice en s'assurant notamment des soutiens de l'ambassadeur tchécoslovaque en France, de Karel Jirák, d'Otakar Šourek ainsi que de Charles Munch. Plusieurs des professeurs de la compositrice écrivent des lettres de recommandation à l'administration tchèque pour que leur pupille obtienne la bourse demandée. C'est finalement Otakar Šourek qui parvient à obtenir auprès de Stanislav Bukovský (cs), ministre par intérim de l'éducation et de la culture, la reconduction de la bourse, reconduction confirmée le 24 novembre. La compositrice lui dédie sa Suita rustica en guise de remerciement. Le 19 décembre, elle reçoit, de la Fondation Bedřich Smetana, le prix de 5 000 couronnes pour sa Sinfonietta militaire, partagé avec Pavel Haas pour son opéra Šarlatán (en).
Le 2 janvier 1939, la compositrice quitte Tři Studně pour Brno. Elle envisage pendant un temps de participer au concours international de composition mais abandonne finalement le projet. Elle quitte son pays pour Paris le 10 janvier, dans un grand état d'angoisse et de tristesse. À son arrivée à Paris, elle s'installe pour un temps à l'hôtel du Panthéon et passe la soirée avec Bohuslav Martinů. Le 22 janvier, elle reçoit la lettre de refus d'Universal Edition d'éditer sa Suita rustica, information dont elle ne fait pas grand cas. Le nouveau fonctionnaire en charge des étudiants boursiers à Paris est Viktor Kripner, dont elle met en musique ses poèmes dans ses Chansons du lointain. C'est à ce moment-là qu'elle souhaite étudier avec Igor Stravinsky. Le 24 janvier, elle déménage à l'hôtel Beauvoir, au 43 avenue de l'Observatoire. Elle se remet à travailler sur la Partita et que Bohuslav Martinů lui offre les esquisses de son opéra Juliette ou la Clé des songes. Elle ne touche plus, à la fin de janvier, à la partition d'Ilena, sans pour autant refuser de s'avouer vaincue. Si l'orchestration dans sa version définitive est entamée le 2 octobre, elle demeure à jamais inachevée.
À Noël 1938, Karel Čapek meurt. Le 15 février 1939, à Paris, est organisée une soirée d'hommage à laquelle participe la compositrice par le biais de deux courtes compositions : In memoriam, duo pour violon et piano, rebaptisé plus tard Élégie par le violoniste Jan Šedivka (en) et À Karel Čapek, mélodrame court pour récitant, violon et piano, sur un texte de Vítězslav Nezval et joué dans sa traduction française faite par Michel-Léon Hirsch. Le 25 janvier, la compositrice fait une demande d'aide financière à l'Académie tchèque des sciences et des arts (de) qui lui est accordée. Elle commence aussi à s'éloigner de Rudolf Kopec, de plus en plus d'extrême droite, tandis qu'elle choisit le socialisme. Le 7 février, elle met fin à l'esquisse de sa Partita et en commence l'orchestration le 9 février suivant. Elle songe aussi à composer un opéra d'après Nicolas Gogol, qui ne voit jamais le jour. Plus tard, dans le mois de mars, elle entame la composition de son Concertino pour violon et clarinette. Le 9 avril, elle quitte Paris pour Rouen pour passer quelques jours avec sa cousine Vĕra Uhlířová. Le 10 avril, elle achève l'Andante moderato de son Concertino. Elle rentre dans la capitale le 17 et commence le 18 le deuxième mouvement du Concertino. Le 27 avril 1939, elle rencontre Jiří Mucha. Elle s'éloigne peu à peu de Rudolf Kopec autant que de Bohuslav Martinů. Le 3 mai, elle commence à faire des projets pour partir aux États-Unis et s'adresse pour cela à Šafránek. C'est pendant cette période qu'elle met le point final à son cycle Les Chansons du lointain, op. 22. Elle compose ensuite Mon Petit Bonhomme qui sera ensuite repris dans Secondes. Début juin, elle fait une demande de bourse pour aller étudier à la Juilliard School, en espérant aussi le soutien de Serge Koussevitzky. En parallèle, sa Partita est recommandée par Bohuslav Martinů à Václav Talich alors chef de la Philharmonie. Elle crée Les Chants du lointain le 30 juin, avec la soprano Růžena Herlingerová. Le 8 juillet, elle emménage chez sa cousine Věra Uhlířová, dans la rue Violet, où elle vivote de prêts de son entourage à la suite de la fin de sa bourse d'études. Le 14 juillet, Jiří Mucha apprend le décès de son père Alfons Mucha et part pour Prague avec la partition de la Partita qu'il doit déposer à la Philharmonie. Elle part pour Augerville-la-Rivière le 20 juillet. En août, elle commence l'orchestration de son Concertino, qu'elle n'achève pas. Elle remonte cependant à Paris pour revoir rapidement Bohuslav Martinů, tandis que Jiří Mucha revient de Prague. Les deux amants se font cependant expulser d'Augerville-la-Rivière le 24 juillet. Lors de leur retour à Paris, l'annonce de l'invasion de la Pologne par l'Allemagne fait la une des journaux. Elle espère cependant obtenir une nouvelle bourse d'études de la part de l'État tchèque. Elle donne cependant une adresse bruxelloise, le 71 Square Marie-Louise, par laquelle le courrier morave doit désormais passer. Peu après, le 3 septembre, elle accompagne le couple Martinů à Vieux-Moulin, où Jiří Mucha les rejoint deux jours plus tard. C'est de ce lieu qu'ils apprennent tous la déclaration de guerre faite par la France, le Royaume-Uni, la Nouvelle-Zélande et l'Australie à l'Allemagne. Ils restent cependant à Vieux-Moulin jusqu'au 18 septembre. Dans cette période trouble, la compositrice entame Vous qui êtes les combattants de Dieu (en tchèque : Kdož jste boží bojovníci) où elle cite à son tour le majestueux choral porte-étendard de la musique militante tchèque. Le 21 septembre, elle annonce clairement à ses parents sa rencontre avec Jiří Mucha. À cause de la guerre, ils emménagent dans un appartement du 16e arrondissement de Paris, mais même s'il y a un piano, et que l'endroit est luxueux, cela l'éloigne de Montparnasse et Bohuslav Martinů. Pendant cette période, elle donne quelques cours de musique à Jiří Mucha, et elle lui dédie ses Contes pour flûte. Par suite d'un désaccord, elle finit cependant par s'installer à la Cité des étudiants, sur le boulevard des Invalides. Les deux jeunes gens renouent cependant quelques jours plus tard et elle réintègre l'appartement au quai de Passy avant de redéménager presque immédiatement au 12 du square Alboni où elle loue une petite chambre. Le 18 décembre, est composé en à peine vingt-quatre heures, le Prélude de Noël pour orchestre est une pièce tripartite qui est joué à la radio pour Noël à l'occasion d'une émission « Noël tchécoslovaque » de la radio française. L'émission est diffusée depuis Fécamp en Normandie, le soir du réveillon. La pièce rapporte 400 francs à la compositrice. Bohuslav Martinů offre pour l'occasion un agenda à la compositrice, mais cette dernière ne l'utilise que jusqu'au 4 janvier.
L'année 1940 fait de Vítězslava Kaprálová une critique musicale, puisqu'elle écrit notamment un article sur la musique tchèque dans le Československý boj. Le 28 janvier, Rudolf Firkušný joue les Préludes d'avril lors d'un concert radiodiffusé de la Société de la musique contemporaine à la salle des Archives et de la Danse, rue Vital,. Le concert remporte un grand succès, malgré des frictions entre le pianiste et la compositrice. Selon Jiří Mucha, les préludes éclipsent le reste du programme tenu par Albert Roussel et Igor Stravinsky notamment. Rudolf Firkušný promet cependant de mettre les Préludes d'avril à chacun de ses concerts et va même jusqu'à commander deux petites danses à la compositrice qui ne sont cependant jamais jouées. Le 9 février, la compositrice écrit un nouvel article dans lequel elle traite de la mélodie Svatý Václav récurrente chez les compositeurs tchèques, avec des exemples tirés de chez Bedřich Smetana, Antonín Dvořák, Josef Suk et d'autres. Elle ne cite cependant pas Vítězslav Novák, qui fut pourtant son professeur. À cette même époque, la jeune femme commence à souffrir de forts maux de ventre. Elle est examinée par le docteur Brumlík qui la dit alors condamnée à Jiří Mucha. Pécuniairement, la situation s'améliore pour elle cependant, puisqu'elle perçoit sa bourse d'études ainsi que 1 000 francs que divers artistes tchèques ont réussi à récolter de la part de riches compatriotes. Elle reverse une partie de cet argent à Jiří Mucha pour l'aider à couvrir ses frais de voyage, puisque son travail de journaliste ne lui permet pas de tout financer. Le 4 mars 1940, elle lui écrit pour parler notamment de ses premiers cours avec Nadia Boulanger, sans la nommer précisément. Le 22 mars, la jeune femme adresse son futur mari à son oncle, Bohumil Kaprál, lieutenant-colonel dans l'armée tchécoslovaque.

### Fin de vie
Pendant les fêtes de Pâques 1940, Vítězslava Kaprálová commence la composition de Deux ritournelles pour violoncelle, op. 25, ainsi que de l'opus 24, dont on ne sait rien. Elle épouse Jiří Mucha à Passy,. Après le départ de Mucha pour la guerre, elle compose Lettre, sa dernière mélodie. Elle est admise quelque temps plus tard à l'hôpital Vaugirard puis transférée à l'hôpital Broussais. Le 20 mai, avant l'entrée des Allemands à Paris, elle est évacuée à Montpellier. La cause de son décès reste inconnue malgré le diagnostic officiel de tuberculose miliaire et le fait qu'on lui ait trouvé « une tumeur cancéreuse de la taille d'un œuf ». Elle meurt le 16 juin, entourée de son mari et de sa cousine. Si elle avait vécu plus longtemps, elle serait sans conteste devenue l'une des plus grandes compositrices d'Europe.

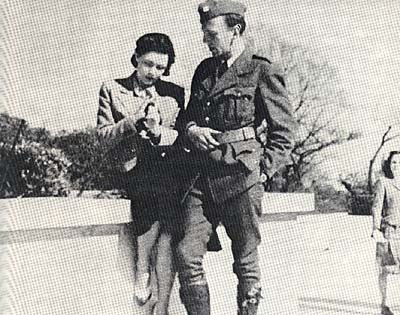
Vítezslava Kapralova et Jiří Mucha.

## Postérité
En 1946, l'Académie tchèque des sciences et des arts fait d'elle un membre in memoriam.

## Œuvres
Ses œuvres avec numéro d'opus consistent en, :

### Musique pour orchestre
- Suite en miniature, op. 1, pour orchestre de chambre ;
- Concerto pour piano et orchestre en ré mineur, op. 7 ;
- Sinfonietta militaire, op. 11, pour orchestre ;
- Suita rustica, op. 19, pour orchestre ;
- Partita, op. 20, pour piano et orchestre à cordes ;
- Concertino, op. 21, pour violon, clarinette et orchestre (inachevé).

### Musique de chambre et instrumentale
- Marche funèbre (Smutecni pochod), op. 2, pour piano ;
- Deux compositions pour violon et piano (Dve skladby pro housle a klavir), op. 3 : Légende et Burlesque ;
- Sonata appassionata, op. 6, pour piano ;
- Quatuor à cordes, op. 8 ;
- Trois pièces pour piano (Tri klavirni kusy), op. 9 ;
- Préludes d'avril (Dubnová preludia), op. 13, pour piano ;
- Variations sur le carillon de l'église Saint-Étienne-du-Mont à Paris (Variace na zvonkovu hru kostela St Etienne du Mont v Paříži), op. 16, pour piano ;
- Deux danses pour piano (Dva tance pro klavir), op. 23 ;
- Deux ritournelles, op. 25, pour violoncelle et piano.

### Musique vocale
- Deux chansons (Dvě písně), op. 4, pour voix et piano ;
- Les Étincelles sous la cendre (Jiskry z popele), op. 5, pour voix et piano ;
- Une pomme dans le giron (Jablko s klína), op. 10, pour voix et piano ;
- Pour toujours (Navždy), op. 12, pour voix et piano ;
- Sbohem a šáteček [Waving Farewell], op. 14, pour soprano et orchestre ou piano ;
- Ilena, op. 15, cantate pour soli, chœur mixte, orchestre et récitant ;
- Deux chœurs pour voix de femmes (Dva zenske sbory), pour chœur de femmes a cappella, op. 17 ;
- Secondes (Vteřiny), 7 mélodies pour voix et piano et un interlude pour piano, op. 18 ;
- Zpíváno do dálky [Sung into the Distance], op. 22, pour voix et piano.

### Discographie
- Œuvres orchestrales : Vitezslava Kapralova : Portrait of the Composer, CD, Matous MK 0049-2011
- Mélodies : Forever Kapralova: Songs, CD, Supraphon SU3752-2 231
- Pièces de musique chambre et de piano : Vitezslava Kapralova, CD, Koch Records KIC-CD-7742